# تاريخ المثليين في البرازيل
تاريخ المثليين والمثليات ومزدوجي التوجه الجنسي والمتحولين جنسيا في البرازيل.

## قبل عام 1800
- 1533: وضع قانون العقوبات البرتغالي من قبل الإدارة الاستعمارية في البرازيل. وتم تجريم السدومية أو أي نوع من الاتصال الجنسي بين الأشخاص المثليين؛ تأثر القانون بقانون السدومية 1533 الإنجليزي.[1]
- 1614: تيبيرا دو مارانهاو هو أول شخص يتم إعدامه بسبب المثلية الجنسية في البرازيل.

## القرن ال19
- 1830: وقع بيدرو الأول إمبراطور البرازيل قانون العقوبات الإمبراطوري. الذي ألغى جميع الإشارات إلى السدومية.[2][3]

## القرن ال20
- 1978: تأسست منظمة «سوموس، مجموعة تأكيد المثلية» (بالبرتغالية: SOMOS: Grupo de Affirmação Homossexual‏)، وهي أول منظمة لحقوق المثليين في البرازيل في مدينة ساو باولو.
- 1979: تم إطلاق «أو لامبياو» (بالبرتغالية: O Lampião‏)، وهي مجلة للمثليين، بمشاركة العديد من المؤلفين المشهورين، مثل جاو سيلفيريو تربفيسان وأغوينالدو سيلفا ولويز موت. وبقيت المجلة لمدة ثلاث سنوات فقط.
- 1979: تشكلت منظمة غروبو ليسبيكو-فيمينستا (بالبرتغالية: Grupo Lésbico-Feminista‏) في ساو باولو من قبل ميريام مارتينهو، روسيلي روث وغيرهما. وبقيت نشطة لمدة 3 سنوات.[4]

### 1980-1989
- 1980: تأسست منظمة المثليين في باهيا (بالبرتغالية: Grupo Gay da Bahia‏)، أقدم منظمة لحقوق المثليين في البرازيل، في سالفادور، بالتعاون مع «منظمة سوموس» SOMOS ، وهي منظمة أخرى في مدينة ساو باولو.
- 1981: تشكلت منظمة غروبو آساو ليسبيكا-فيمينيستا (بالإنجليزية: Grupo Ação Lésbica-Feminista)‏ في ساو باولو مع أعضاء سابقين في منظمة غروبو ليسبيكو-فيمينستا (بالبرتغالية: Grupo Lésbico-Feminista‏) وبدأت في نشر مجلة نسوية «تشاناكومتشانا»[4] (بالبرتغالية: "ChanacomChana"‏). يُعرف حظر توزيع هذه المجلة في عام 1983 في فيرو بار والاحتجاج الذي تلا ذلك باسم «ستونوول البرازيل»[5] (بالإنجليزية: Brazilian Stonewall)‏. ظلت الجمعية نشطة حتى عام 1989.[4]
- 1985: مجلس الطب الفيدرالي في البرازيل يزيل المثلية الجنسية من كونها «انحراف».[6]
- 1989: تم توقيع دساتير ولايتي ماتو غروسو، وسيرغيبي. والتي تحظر صراحة التمييز على أساس التوجه الجنسي.[7][8]

### 1990-1999
- 1995: اقترحت عضوة الكونغرس مارتا سوبليسي مشروع القانون رقم 1151 بشأن الاتحادات المدنية. مشروع القانون في انتظار الموافقة في مجلس النواب منذ عام 1995.
- 1997: تم نشر مجلة مجلة تجي (بالبرتغالية: G Magazine‏)، وهي أول مجلة شهيرة موجهة للمثليين، وتمتعت بتوزيع وطني كبير حتى صدورها النهائي في عام 2013.
- 1999: مجلس علم النفس الفيدرالي قرارا وحد تصرف علماء النفس في مواجهة السؤال التالي: «... لا يتعاون علماء النفس مع الأحداث أو الخدمات التي تقترح العلاج والشفاء من المثلية الجنسية.»، وبذلك أصبحت البرازيل من الدول القليلة التي تحظر علاج التحويل ضد المثليين على المستوى الوطني

## القرن ال21

### 2000-2009
- 2000: في 30 نوفمبر، أصدر مجلس مدينة نيتيروي، في ولاية ريو دي جانيرو، مرسومًا يحظر التمييز على أساس التوجه الجنسي في الأماكن والمؤسسات العامة وكذلك في الأعمال التجارية.
- 2004: بدأت ولاية ريو غراندي دو سول في السماح للشركاء المثليين بتسجيل الاتحادات المدنية في كاتب عدل للقانون المدني بعد صدور قرار قضائي في مارس 2004.[9]

2004: أطلقت الحكومة البرازيلية برنامج البرازيل بدون رهاب المثلية (بالبرتغالية: Brasil Sem Homophobia‏) لضمان عدم تمييز السياسة العامة ضد مجتمع المثليين.
- 2006: تبنى زوجان مثليان من كاتاندوفا، ولاية ساو باولو قانونيا فتاة تبلغ من العمر خمس سنوات.[11] وفقًا لجريدة «فولها دي ساو باولو»، كانت زوجتان مثليتان من ولاية ريو غراندي دو سول أول من استخدم هذا الحق.[12]
- 10 يونيو 2007: في نسخته الحادية عشرة، حطمت مسيرة فخر ساو باولو للمثليين رقمها القياسي باعتبارها أكبر مسيرة للمثليين في العالم وجذبت 3.5 مليون شخص.[13]
- '2007: (25 يونيو) وقعت قضية ريشارليسون التي قُدم فيها قاضٍ إلى المجلس العدلي في ساو باولو لقوله في المحكمة أن كرة القدم هي «رياضة ذكورية وليست رياضة مثليّة». ومع ذلك، بعد ذلك، اعتذر القاضي نفسه وقرّر إلغاء القرار الذي كتبه.[14]
- 2008: تم عقد مؤتمر وطني للمثليين. كان هذا الحدث، وهو الأول في العالم الذي تنظمه الحكومة، نتيجة لمطالب المجتمع المدني ودعم الحكومة البرازيلية لحقوق المثليين.[15]

### 2010 إلى الوقت الحاضر
- 2010: في محاكمة تاريخية، أقرت محكمة العدل العليا للدرجة الرابعة في البرازيل، بالإجماع، بأن لدى الأزواج والشركاء المثليين الحق في تبني الأطفال.
- 2011: (في 5 مايو) مددت المحكمة الفيدرالية العليا بالإجماع الاتحادات المستقرة (بالبرتغالية: união estável‏) للشركاء المثليين في جميع أنحاء البلاد من خلال إعادة تعريف التعريف المدني للأسرة وتوفير 112 حقًا لهؤلاء الشركاء. تمديد الزواج ليشمل الأزواج المثليين لم يناقش في هذا القرار.[16][17][18][19]
- 2011: (في 27 يونيو) تم تحويل أول اتحاد مدني مثلي إلى زواج مثلي في البرازيل. تم التحويل من قبل قاضي ساو باولو. منذ هذه القضية، تم تحويل العديد من الاتحادات المدنية الأخرى إلى حالات زواج كاملة.
- 2011: (في 28 يونيو)، تم تحويل اتحاد مستقر آخر بين شريكين مثليين إلى زواج. هذه المرة كانت القاضية جنيفر أنتونيس دي سوزا، من محكمة الأسرة الرابعة في برازيليا من أيد هذا الأمر.[20]
- 2011: (في 25 أكتوبر) أعلنت محكمة العدل العليا أن الاتحاد القانوني لامرأتين يمكن الاعتراف به كزواج. بشكل مختلف عن «السابقة القضائية» التي أصدرتها المحكمة العليا في الولايات المتحدة، فإن قرار المحكمة العليا لن يصل إلا إلى مؤلفي الطلب، لكنه يمثل سابقة يمكن اتباعها في قضايا مماثلة.[21]
- 2013: (في 14 مايو) شرع المجلس الوطني للعدل في البرازيل زواج المثليين في جميع أنحاء البلاد في حكم 14 قاضيا لصالح مقابل حكم قاض واحد ضد (14-1) عن طريق إصدار حكم يأمر جميع السجلات المدنية في البلاد بأداء زواج المثليين وتحويل أي اتحادات مدنية قائمة إلى زواج إذا كان هذا الزوجان يرغبان في ذلك.[22]
- 2018: (في 1 مارس)، قضت المحكمة العليا البرازيلية بأنه يجوز للأشخاص المتحولين جنسياً تغيير جنسهم القانوني دون الخضوع لعملية جراحية أو العلاج الهرموني أو تلقي تشخيص طبي.
- 2018: (في أكتوبر)، في أعقاب الانتخابات العامة البرازيلية 2018، تم انتخاب فابيانو كونتاراتو كأول سناتور مثلي الجنس علنا وإريكا مالونغوينو كأول نائبة متحولة جنسيا.[23]
- 2019: (في 1 فبراير)، قام ديفيد ميراندا، وهو نائب مثلي الجنس أسمر البشرة، بأخذ مكان النائب المثلي جان ويليس، بعد أن أعلن ويليس في يناير 2019 أنه غادر البلاد بسبب تهديدات بالقتل. كانت هذه هي المرة الأولى التي يتم فيها استبدال نائب مثلي بنائب مثلي آخر في البرازيل.[24]
- 2019: (في 23 مايو)، حكمت المحكمة العليا البرازيلية بأن التمييز على أساس التوجه الجنسي والهوية الجندرية يعد جريمة مثل العنصرية.[25]